# Gaertnerstraße 1b

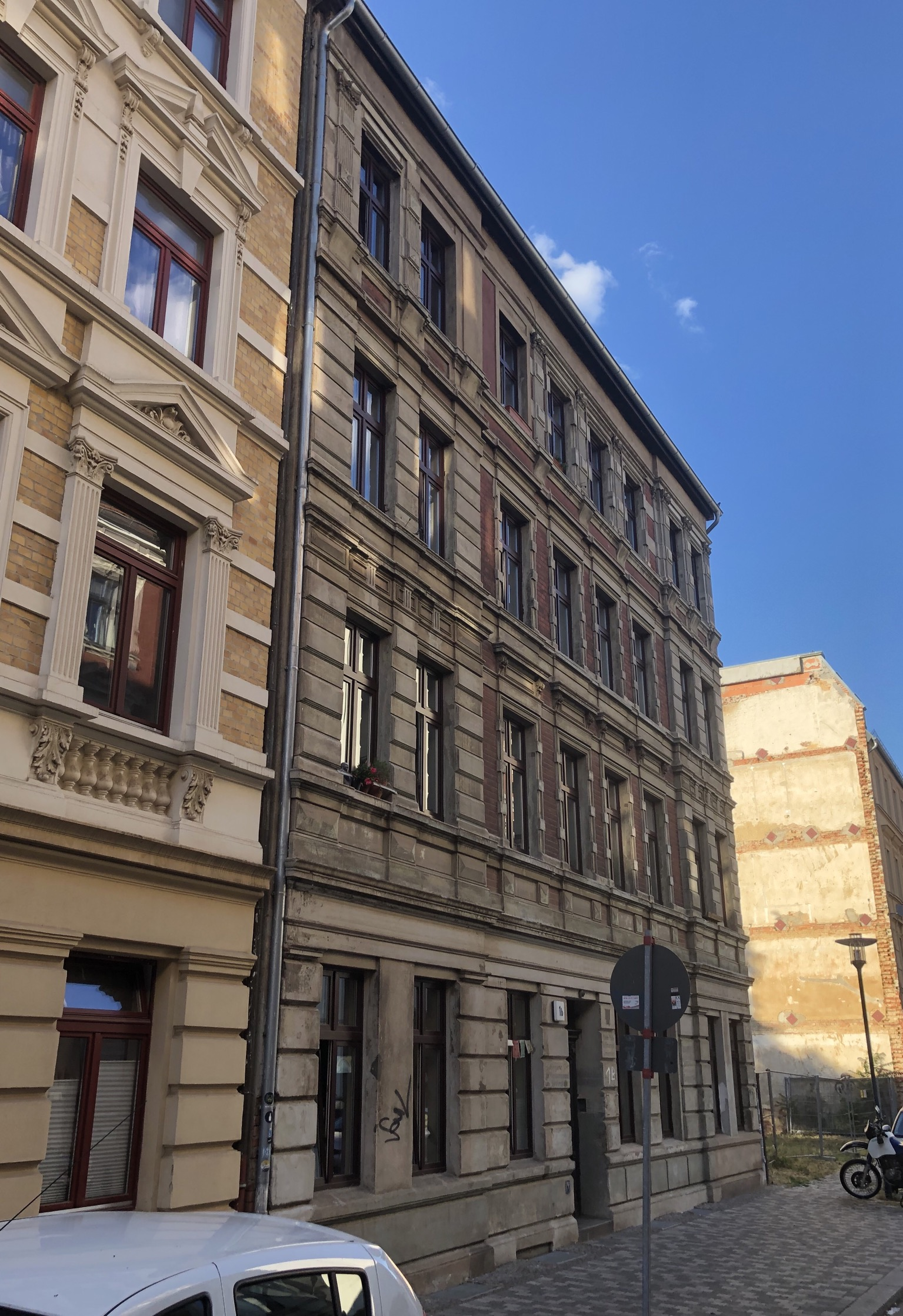
Gaertnerstraße 1b in Magdeburg, 2020

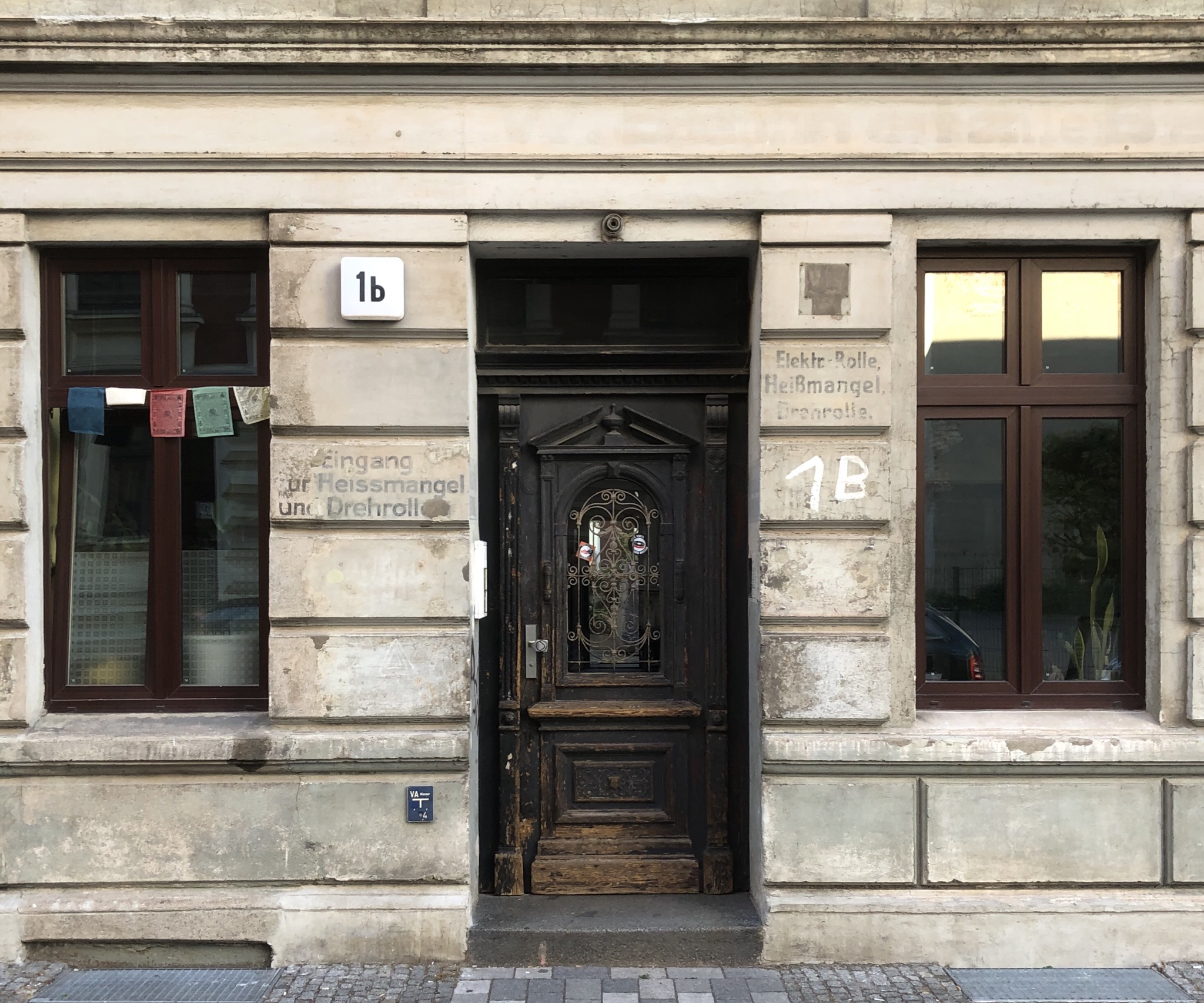
Hauseingang, 2020

Das Gebäude Gaertnerstraße 1b ist ein denkmalgeschütztes Wohnhaus in Magdeburg in Sachsen-Anhalt.

## Lage
Es befindet sich auf der Nordseite der Gaertnerstraße im Magdeburger Stadtteil Buckau. Unmittelbar westlich grenzt das gleichfalls denkmalgeschützte Haus Gaertnerstraße 1c an.

## Architektur und Geschichte
Der viergeschossige Bau wurde 1888 nach Plänen von Christian Andreas Schmidt für den Tischlermeister Carl Berlin. Die achtachsige Fassade ist im Stil der Neorenaissance gestaltet und wird von Ziegel- und Putzflächen dominiert. Die jeweils beiden äußeren Achsen sind als flache Seitenrisalite ausgeführt. Sowohl an den Fassaden der Risalite als auch am Erdgeschoss finden sich Rustizierungen. 
Im örtlichen Denkmalverzeichnis ist das Wohnhaus unter der Erfassungsnummer 094 17816  als Baudenkmal verzeichnet.
Das Haus gilt als Teil des engen gründerzeitlichen Straßenzugs als städtebaulich bedeutsam. Außerdem ist es ein sozialgeschichtliches Dokument der einfachen bis mittleren Wohnverhältnisse der Bauzeit im Industrieort Buckau.